# Gerona (Tarlac)
Gerona is een gemeente in de Filipijnse provincie Tarlac op het eiland Luzon. Bij de laatste census in 2007 had de gemeente ruim 82 duizend inwoners.

## Geografie

### Bestuurlijke indeling
Gerona is onderverdeeld in de volgende 44 barangays:
| - Abagon - Amacalan - Apsayan - Ayson - Bawa - Buenlag - Bularit - Calayaan - Carbonel - Cardona - Caturay - Danzo - Dicolor - Don Basilio - Luna | - Mabini - Magaspac - Malayep - Matapitap - Matayumcab - New Salem - Oloybuaya - Padapada - Parsolingan - Pinasling - Plastado - Poblacion 1 - Poblacion 2 - Poblacion 3 - Quezon | - Rizal - Salapungan - San Agustin - San Antonio - San Bartolome - San Jose - Santa Lucia - Santiago - Sembrano - Singat - Sulipa - Tagumbao - Tangcaran - Villa Paz |

## Demografie
Gerona had bij de census van 2007 een inwoneraantal van 82.022 mensen. Dit zijn 9.404 mensen (12,9%) meer dan bij de vorige census van 2000. De gemiddelde jaarlijkse groei komt daarmee uit op 1,69%, hetgeen lager is dan het landelijk jaarlijks gemiddelde over deze periode (2,04%). Vergeleken met de census van 1995 is het aantal mensen met 18.282 (28,7%) toegenomen.

De bevolkingsdichtheid van Gerona was ten tijde van de laatste census, met 82.022 inwoners op 128,89 km², 494,5 mensen per km².